# Juncus trifidus
Juncus trifidus es una especie de junco perteneciente a la familia de las juncáceas. Es originaria del hemisferio norte, donde tiene una distribución circumboreal.

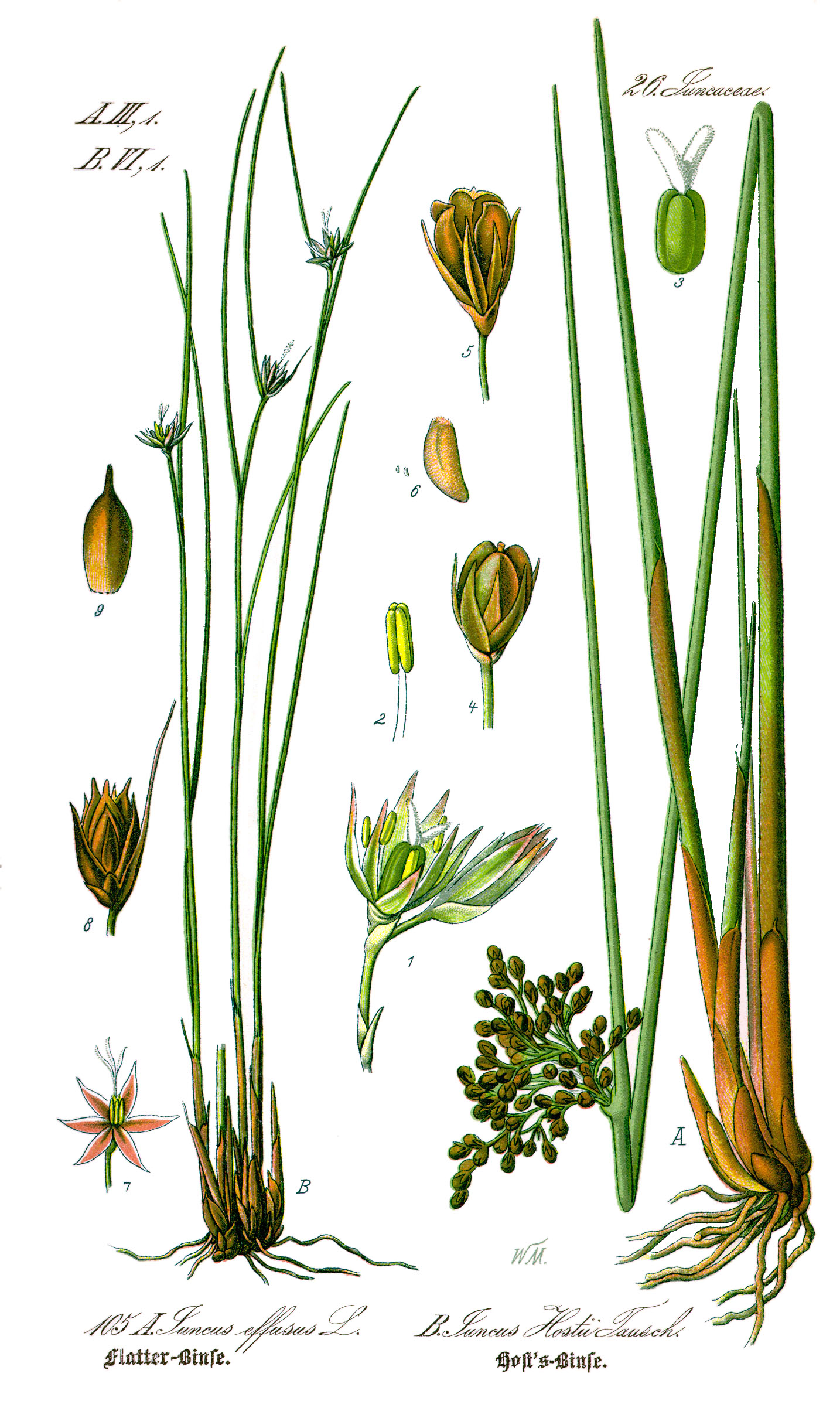
Ilustración

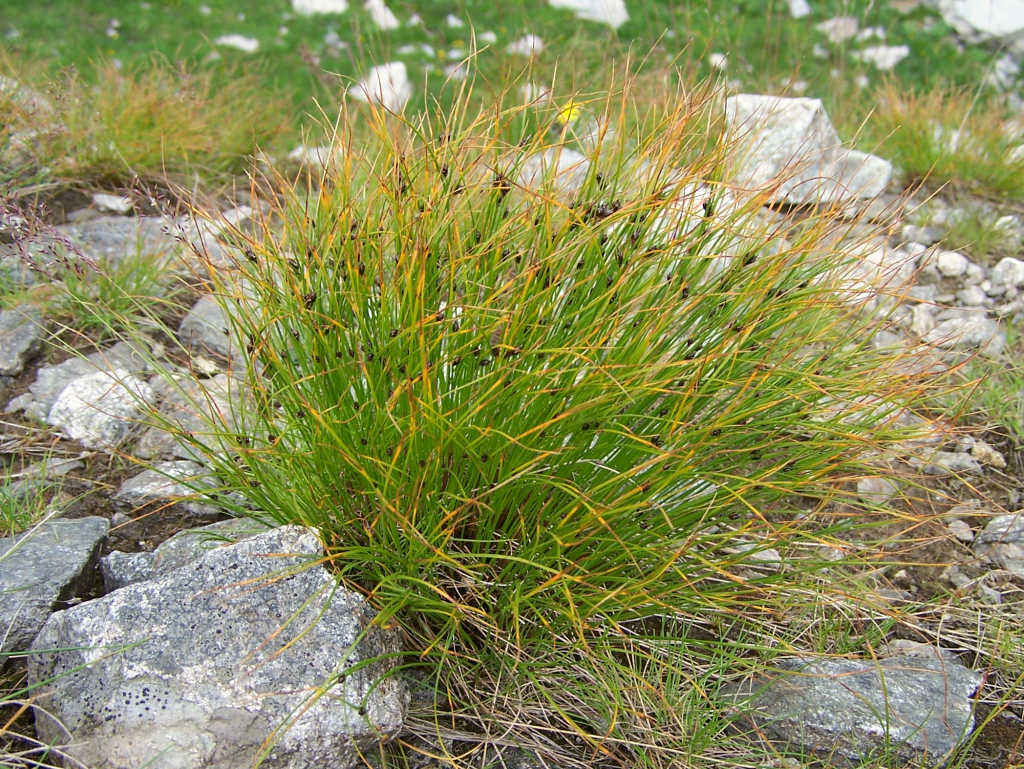
Vista de la planta en su hábitat

## Distribución
Se encuentra en el norte y el este de Canadá, incluyendo el Archipiélago ártico canadiense y otras bajas árticas regiones, el noreste de Estados Unidos, Groenlandia, Islandia, Escandinavia, partes de Europa y el norte de Asia.

## Descripción
Es una hierba perenne con tallos con pelo insertado que alcanza un tamaño de hasta 40 centímetros de largo, con un crecimiento erecto o caído. Tiene láminas foliares herbáceas que miden hasta 12 centímetros de largo. La inflorescencia tiene entre tres y cincuenta y nueve flores con tépalos marrones y con seis estambres. El fruto es una cápsula de unos pocos milímetros de longitud. La planta se reproduce sexualmente con sus estructuras florales y vegetativamente a través de su rizoma, y cuando puede forma colonias.

## Hábitat
Esta especie crece en un número de tipos de hábitat, especialmente en entornos alpinos. Se puede encontrar con el astrágalo, en los acantilados y cornisas, tundra y praderas. Crece en una amplia variedad de los ecosistemas del brezo. Los suelos pueden ser secos, húmedos, calcáreos y ácidos. Pueden ser de grava, arena, y rica en hierro. La planta es conocida como pionera en las pistas de esquí y caminos. Puede crecer junto a muchos tipos de musgos y líquenes.
Si bien no es rara en general, la planta se enfrenta a amenazas en algunos lugares. Algunas poblaciones de las Montañas de Adirondack son perjudicados por el pisoteo por los excursionistas. El hábitat de Camel's Hump y Mount Marcy también sufre la perturbación del pisoteo.

## Taxonomía
Juncus trifidus fue descrita por Carlos Linneo y publicado en Species Plantarum 1: 326–327. 1753.
Etimología
Juncus: nombre genérico que deriva del nombre clásico latino de jungere = , "para unir o vincular", debido a que los tallos se utilizan para unir o entrelazar".
trifidus: epíteto latino que significa "con tres divisiones".
Sinonimia
- Juncus alpestris Bubani[9]